# 中国国民党陕西省党部
中国国民党陕西省党部是中国国民党在陕西的省级组织。

## 历史
| 1923      | 联俄容共                 |
| 1924      | 第一次全国代表大会       |
| 1925      | 成立陕西省党部           |
| 1926      |                          |
| 1927      | 召开陕西省第一次代表大会 |
| 1927      | 北伐军占领西安           |
| 1927      | 清党                     |
| 1928      | 整理党务                 |
| 1929–1935 |                          |
| 1936      | 西安事变时解散           |
| 1937–1946 |                          |
| 1947      | 与三青团合并             |
| 1948      |                          |
| 1949      | 解放军占领西安           |

1925年9月，在中共的协助下成立陕西省临时党部。1927年春，陕西省党部正式成立。5月16日，陕西省党部向全省党组织发出通告，评价李大钊是“中国自五四运动以后新思想界的泰斗，为共产党发起人之一，是北方中国革命的导师，指导国民革命最忠诚、最努力、最勇敢之领袖”，“他的牺牲是为中国被压迫民族利益的牺牲”。7月，被石敬亭领导的陕西省政府摧毁，同时筹备反共的陕西省党部。
西安事变时，张学良、杨虎城决定解散陕西省党部，成立民众指导委员会。1937年6月恢复。1938年，陕西省党部通告解散十三个西安救亡团体。1943年5月，山西省党部与调统室发生严重纠纷，党部势力败于下风。
1949年5月，中国人民解放军攻占西安。